# Skyernes skygge rammer mig
|  | Denne artikel er oprettet af botten PalnaBot ud fra en ekstern database. Den kan derfor have sproglige fejl eller mangler. Denne skabelon kan fjernes efter kontrol af indholdet. |

Skyernes skygge rammer mig er en kortfilm fra 1996 instrueret af Jonas Cornell efter manuskript af Klaus Rifbjerg.

## Handling
50'ernes København. Jens studerer jura, har passende et studenterjob på et sagførerkontor, bor hjemme og er lidt forlovet med Lis. Men ellers er Jens' liv meget regelmæssigt og planlagt. Indtil han møder den lidt ældre Erhard, der er fuldmægtig på kontoret. Erhard lokker Jens med ud i Københavns mystiske natteliv, og fra nu af ændres Jens' liv. Forlovelsen ryger og studierne forsømmes.